# Идеальный шторм (фильм)
«Идеа́льный шторм» (англ. The Perfect Storm) — американский драматический фильм-катастрофа 2000 года, девятый полнометражный фильм режиссёра Вольфганга Петерсена, снятый по мотивам одноимённой научно-популярной книги Себастьяна Юнгера 1997 года. Фильм был экранизирован Уильямом Д. Уиттлиффом, а Бо Голдман переписал сценарий, не вошедший в титры, и рассказывает историю коммерческого рыболовецкого судна Андреа Гейл, которое погибло в море вместе со всей командой после того, как в 1991 году попало в Идеальный шторм. В фильме снимались Джордж Клуни, Марк Уолберг, Дайан Лейн, Уильям Фихтнер, Карен Аллен, Боб Гантон, Мэри Элизабет Мастрантонио и Джон К. Райли.
Идеальный шторм был выпущен 30 июня 2000 года компанией Warner Bros.. Несмотря на неоднозначные отзывы, фильм собрал в мировом прокате 328 миллионов долларов, став восьмым самым кассовым фильмом 2000 года.

## Сюжет
Фильм описывает маленький портовый городок Глостер, основным промыслом жителей которого является вылов меч-рыбы. Экипаж рыболовного судна «Андреа Гейл» с капитаном Билли Тайном (Джордж Клуни) возвращается в родной городок с неудачного промысла. Несмотря на то, что люди не успевают даже повидаться с родственниками, капитан призывает их снова отправиться за рыбой. У каждого члена экипажа свои проблемы, лучшим средством решения которых являются деньги. Хотя рыболовный сезон почти кончился, экипаж соглашается на призыв капитана.
Рейс судна является не самым удачным: в рыбной ловле не везёт, и экипаж начинает роптать, но капитан убеждает их, что корабль ещё не дошёл до большой рыбы, которую можно найти у банки Флэмиш-Кэп. Судно доходит до банки через начинающуюся грозу и собирает хороший улов рыбы, но тут на траулере выходит из строя морозильник для рыбы. Починка в море не завершилась успехом; судну нужно возвращаться, пока трюм не разморозился и весь улов не испортился. Плотно задраив морозильник, экипаж корабля поворачивает домой. Но для того, чтобы вернуться к родным и близким и заработать деньги, людям предстоит пройти через идеальный шторм.
Экипаж «Андреа Гейл» поначалу недооценивает опасность шторма. Вскоре корабль теряет антенну. На сигнал «Mayday», поданный другим судном, отзывается спасательный вертолёт, но попытка спасения оканчивается полной неудачей.
На палубу «Андреа Гейл» обрушиваются волны более чем десятиметровой высоты, сломанный успокоитель качки пробивает борт судна, два человека оказываются за бортом.
Экипаж решает повернуть назад, но сталкивается с огромной волной-убийцей. Капитан пытается провести корабль по волне, но судно переворачивается. Большая часть экипажа не может покинуть корабль, капитан сознательно остаётся на нём. Выбирается только один член экипажа, но и он не может спастись без спасательного жилета. Таким образом, выживших нет.

## В ролях
| Актёр                      | Роль                    |
| -------------------------- | ----------------------- |
| Джордж Клуни               | Уильям «Билли» Тайн     |
| Марк Уолберг               | Роберт «Бобби» Шэтфорд  |
| Мэри Элизабет Мастрантонио | Линда Гринлоу           |
| Дайан Лейн                 | Кристина «Крис» Коттер  |
| Джон Райли                 | Дэйл «Мёрф» Мёрфи       |
| Уильям Фихтнер             | Дэвид «Салли» Салливан  |
| Майкл Айронсайд            | Боб Браун               |
| Боб Гантон                 | Александр Макэналли III |
| Карен Аллен                | Мелисса Браун           |
| Черри Джонс                | Эди Бэйли               |
| Аллен Пэйн                 | Альфред Пьер            |
| Джон Хоукс                 | Майкл «Багси» Моран     |
| Джанет Райт                | Этель Шэтфорд           |

## Роли дублировали
| Актёр              | Роль                   |
| ------------------ | ---------------------- |
| Владимир Вихров    | Билли Тайн             |
| Борис Шувалов      | Бобби Шэтфорд          |
| Елена Соловьёва    | Линда Гринлоу          |
| Ольга Зверева      | Кристина Коттер        |
| Юрий Маляров       | Дэйл «Мёрф» Мёрфи      |
| Александр Груздев  | Дэвид «Салли» Салливан |
| Дальвин Щербаков   | Боб Браун              |
| Ольга Сирина       | Эди Бэйли              |
| Александр Рахленко | Альфред Пьер           |
| Вячеслав Баранов   | Майкл «Багси» Моран    |
| Светлана Старикова | Этель Шэтфорд          |

## Затраты и сборы
Всего на фильм было потрачено 180,5 миллиона долларов США. Из них 140 млн ушло непосредственно на съёмки, а остальные 40,5 млн — на маркетинг и рекламу.
Картина имела большой успех у зрителей и критиков, только в Штатах её смотрели свыше 33 млн человек. Об успехе можно судить и по собранным фильмом деньгам: в мире 2-кратный номинант на «Оскар» собрал чуть менее 330 млн долларов, из которых около 180 млн было собрано в кассах кинотеатров США. В России фильм собрал 1,36 млн долларов.

## Премии и награды

### «Оскар-2001»
Фильм был номинирован на «Оскар» в двух категориях: «Лучший звук» и «Лучшие визуальные эффекты».

### BAFTA-2001
- Победитель — «Лучшие визуальные эффекты»
- Номинация — «Лучший звук»

## Интересные факты
- Во время съёмок Марк Уолберг едва не утонул, а также занёс в ухо инфекцию, от последствий которой длительное время страдал. Съёмки на судне давались ему с трудом из-за хронической морской болезни.
- После выхода фильма на экраны семьи двух членов экипажа подали в суд на создателей фильма за то, что они выдумали события, которые произошли до гибели Андреа Гейл. В мае 2002 года Верховный суд Флориды[англ.] вынес решение против семьи капитана Тайна большинством голосов 6:2. Некоторые неназванные семьи также подали на продюсеров в федеральный окружной суд[англ.], утверждая, что их имена были использованы без их разрешения и что факты были изменены. Окружной суд, который также находится во Флориде, отклонил иск, поскольку, по их мнению, право ответчиков на свободу слова, предусмотренное Первой поправкой к конституции, запрещало подачу иска. Истцы подали апелляцию в Апелляционный суд 11-го округа США, который не смог решить, как интерпретировать рассматриваемый закон Флориды, и передал этот вопрос в Верховный суд Флориды. В конце концов, Верховный суд Флориды поддержал толкование окружным судом законодательства Флориды, и вслед за этим 11-й окружной суд подтвердил предыдущее решение о прекращении дела.